# 長岡村 (宮城県)
長岡村（ながおかむら）は、1950年（昭和25年）まで宮城県栗原郡の南部にあった村。現在の大崎市古川長岡・古川小野・古川荒谷・古川沢田にあたる。

## 沿革
- 1875年（明治8年）10月17日 - 水沢県による村落統合にともない、長岡村を小野（この）村に、沢田村を荒谷村に、それぞれ編入。
- 1889年（明治22年）4月1日 - 町村制施行にともない、小野村と荒谷村が合併して新制の長岡村が発足。
- 1950年（昭和25年）12月16日 - 玉造郡東大崎村・遠田郡富永村と共に古川市に編入。

## 行政
- 歴代村長

| 代 | 氏名       | 就任                       | 退任                       | 備考 |
| -- | ---------- | -------------------------- | -------------------------- | ---- |
| 1  | 木村斧彦   | 1889年（明治22年）4月22日  | 1894年（明治27年）5月2日   |      |
| 2  | 小野健三郎 | 1894年（明治27年）5月30日  | 1898年（明治31年）5月29日  |      |
| 3  | 大衡金一郎 | 1898年（明治31年）6月21日  | 1902年（明治35年）6月20日  |      |
| 4  | 大友吉拾   | 1902年（明治35年）7月10日  | 1906年（明治39年）7月9日   |      |
| 5  | 福地慶助   | 1906年（明治39年）7月16日  | 1921年（大正10年）7月24日  |      |
| 6  | 小野喜太郎 | 1922年（大正11年）8月10日  | 1930年（昭和5年）8月9日    |      |
| 7  | 木村熊男   | 1930年（昭和5年）8月20日   | 1931年（昭和6年）9月29日   |      |
| 8  | 斎藤時衛   | 1931年（昭和6年）10月1日   | 1935年（昭和10年）1月15日  |      |
| 9  | 渋谷栄作   | 1935年（昭和10年）5月22日  | 1939年（昭和14年）5月21日  |      |
| 10 | 大衡英雄   | 1939年（昭和14年）5月24日  | 1943年（昭和18年）5月23日  |      |
| 11 | 伊藤薫     | 1943年（昭和18年）11月24日 | 1945年（昭和20年）12月20日 |      |
| 12 | 平野安五郎 | 1946年（昭和21年）12月20日 | 1950年（昭和25年）12月15日 |      |